# 존 거스트너

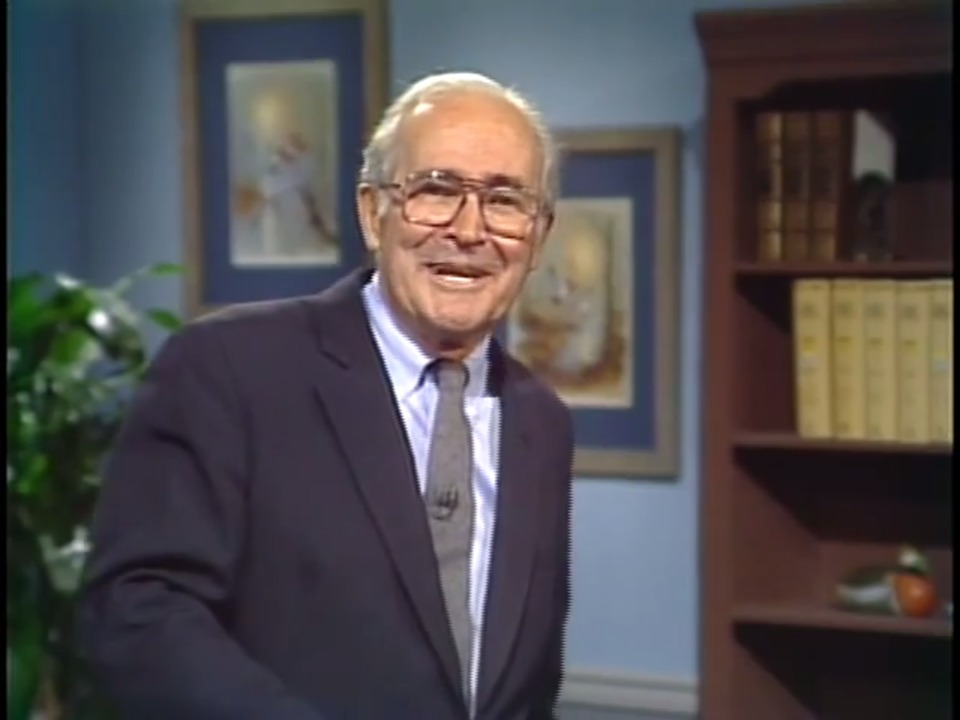

존 거스트너(영어: John H. Gerstner: 1914년 11월 22일 - 1996년 3월 24일)는 감리교신자인 어머니와 루터란인 아버지 사이에서 출생하였다.  그를 회심케한 사건은 고등학교 시니어일 때 한 여성 동급생을 통해 알게 된 복미연합장로교( UPNA; United Presbyterian Church of North America ) 교회의 한 목회자를 알게 된 후였다.
그는 주머니에 십불(만원정도)의 돈을 갖고 1932년에 웨스트민스터 신학교를 가게 된다.  그는 그곳에서 성경에 걸려 있는 진홍실처럼 그리스도의 보혈의 의미를 배우게 된다.   두번째 체험은 존 오르 교수가 신학교 2학년 때 한 말이었다.  그것은 '중생이 믿음보다 앞선다'라는 말이었다.  아르미니우스주의에서 벗어난 것은 바로 그 이후부터였다.
그는 R. C. 스프롤의 멘토였으며, 개혁주의 신학을 설파했던 인물이었다.  특히 조나단 에드워즈에 대한 연구는 개혁주의 입장에서 바라본 시각에서 가장 걸작으로 꼽힌다.
세대주의에 대한 비판을 가장 성경적으로 접근하였으며, 그의 저서는 지금까지도 널리 읽혀지고 있다.

## 학력 및 이력
- 웨스트민스터 신학교에서 목회학, 신학 석사 학위 수여.
- 하버드 대학교에서 철학 박사학위 수여
- 북미연합장로교에서 목사안수
- PCUSA에서 PCA로 교단 전환
- 리고니어 미니스트리즈에서 주요 강사.
- 피츠버그 신학교 교수
- 녹스 신학교 교수

## 저서
- The Early Writings Volume 1. (Soli Deo Gloria, 1966) ISBN 1-57358-072-4